# Карлайл (гора)
Гора Карлайл — це стратовулкан на Алясці, який є частиною остріву Карлайл, один з островів Чотирьох гір, які, своєю чергою, утворюють частину центральних Алеутських островів.
Попри невелику висоту вершини, невеликий льодовик знаходиться високо на західних схилах прямо під краєм вершинного кратера.
Було зареєстровано кілька історичних вивержень Карлайла, але його близькість до кількох інших сусідніх вулканів означає, що в старих записах могла бути певна плутанина щодо того, який із вулканів вивергався. Оскільки ця територія надзвичайно віддалена, такі спостереження вулканічних шлейфів неможливо перевірити напевно.

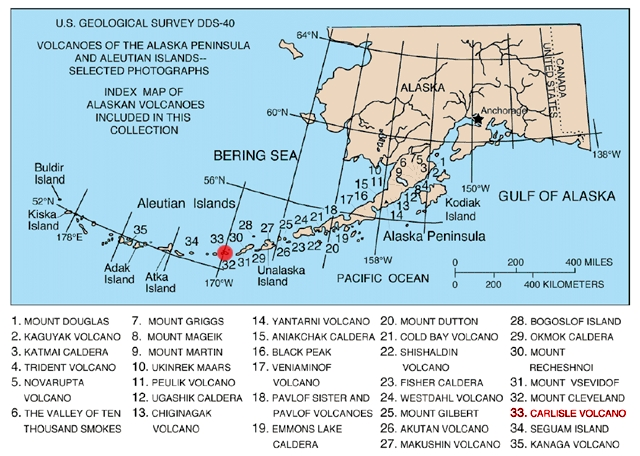
Карта із зображенням вулканів Аляски. Знак показує гору Карлайл.